# کریس کوین
کریستوفر جیمز کوین (به انگلیسی: Christopher James Quinn) متولد ۱۹۸۳ لوئیزیانا، بازیکن حرفه‌ای پوینت گارد سابق ان بی ای است.
او نخست در تیم میامی هیت توپ زد و سپس در سال ۲۰۱۰ به تیم سن آنتونیو اسپرز دعوت شد تا بازیکن ذخیره تونی پارکر در این تیم باشد. در سال ۲۰۱۱ در جریان تعطیلی لیگ ان بی ای به روسیه رفت و به تیم خیمکی مسکو پیوست. سپس مدتی را در اسپانیا در تیم والنسیا گذراند و در بازگشت به آمریکا برای تیم کلیولند کاوالیرز بازی کرد.
سرانجام در تابستان ۲۰۱۳ دانشگاه نورثوسترن از او درخواست کرد که مدیریت پرورشی تیم بسکتبال این دانشگاه را بر عهده گیرد.
او در زمان دانشجویی خود کاپیتان تیم بسکتبال دانشگاه نوتردام بود.